# Johan Olin
Johan Fredrik "John" Olin, född 30 juni 1883, död 3 december 1928, var en finsk brottare som deltog i Olympiska sommarspelen 1912 i Stockholm, där han tog en silvermedalj i tungviktsklassen.

## Världsmästartiteln
År 1916 blev Olin världsmästare i tungvikt efter en kontroversiell match med Joe Stecher i Springfield, Massachusetts.[källa behövs] Den 12 december 1916 besegrade han Stecher, i en av de största bortglömda brottningsmatcherna i historien. Matchen varade i 2 timmar och 40 minuter, och mot slutet hamnade båda brottarna utanför ringen. Olin ville fortsätta, men Stecher ville ej återvända till ringen för att återuppta matchen, varpå Olin tilldelades matchen av domaren. Efter matchen så nämns inte titeln i några tidningar. Personer runt Olin hävdade att han var den rättmätige världsmästaren, men Olin själv hävdade ödmjukt att det inte var en så stor sak att göra ifrån sig väsen för.  

## OS-medaljer
- 1912  Stockholm -  Individuell medalj i brottning, tungviktsklassen